# Klub rowerowy

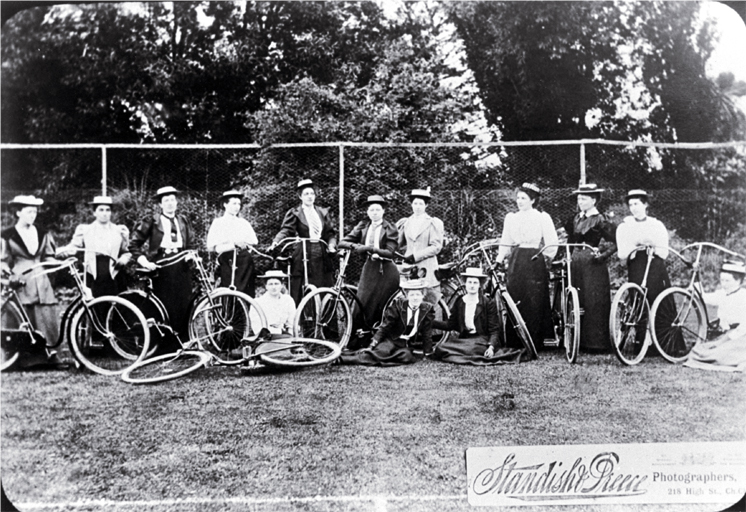
Damski klub rowerowy „Atalanta” (ok. 1892) z Christchurch w Nowej Zelandii

Klub rowerowy – rzadziej jako turystyczny klub kolarski lub klub turystyki rowerowej – organizacja rowerowa skupiająca osoby aktywnie uprawiające jazdę na rowerze lub nawet kolarstwo (np. szosowe, górskie) przeważnie na poziomie amatorskim jako formę turystyki rowerowej w przeciwieństwie do klubów kolarskich, gdzie głównym aspektem jest sportowy charakter aktywności i współzawodnictwo. W innych krajach pojęcie może mieć szersze znaczenie i taki klub może mieć charakter sportowy i jego członkowie zajmują się treningami i startami w zawodach kolarskich, ale może też mieć charakter turystyczny, rekreacyjny lub społeczny. W ramach działalności klubu rowerowego często organizowane są wyprawy rowerowe, wycieczki krajoznawcze, szkolenia z zakresu jazdy na rowerze oraz wiele innych aktywności związanych z kolarstwem.  

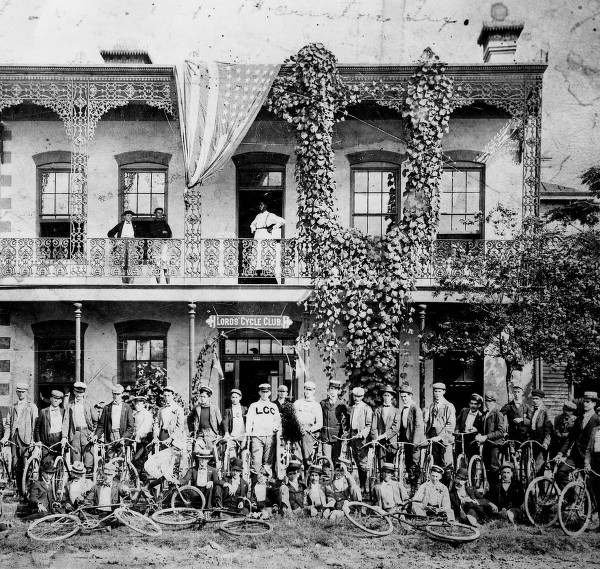
Lord's Cycling Club w Houston w Teksasie (1897)

W Polsce kluby rowerowe najczęściej przyjmują formę stowarzyszenia rowerzystów lub nieformalne zrzeszenie rowerzystów; czasem działające przy lokalnych oddziałach PTTK. 

## Historia

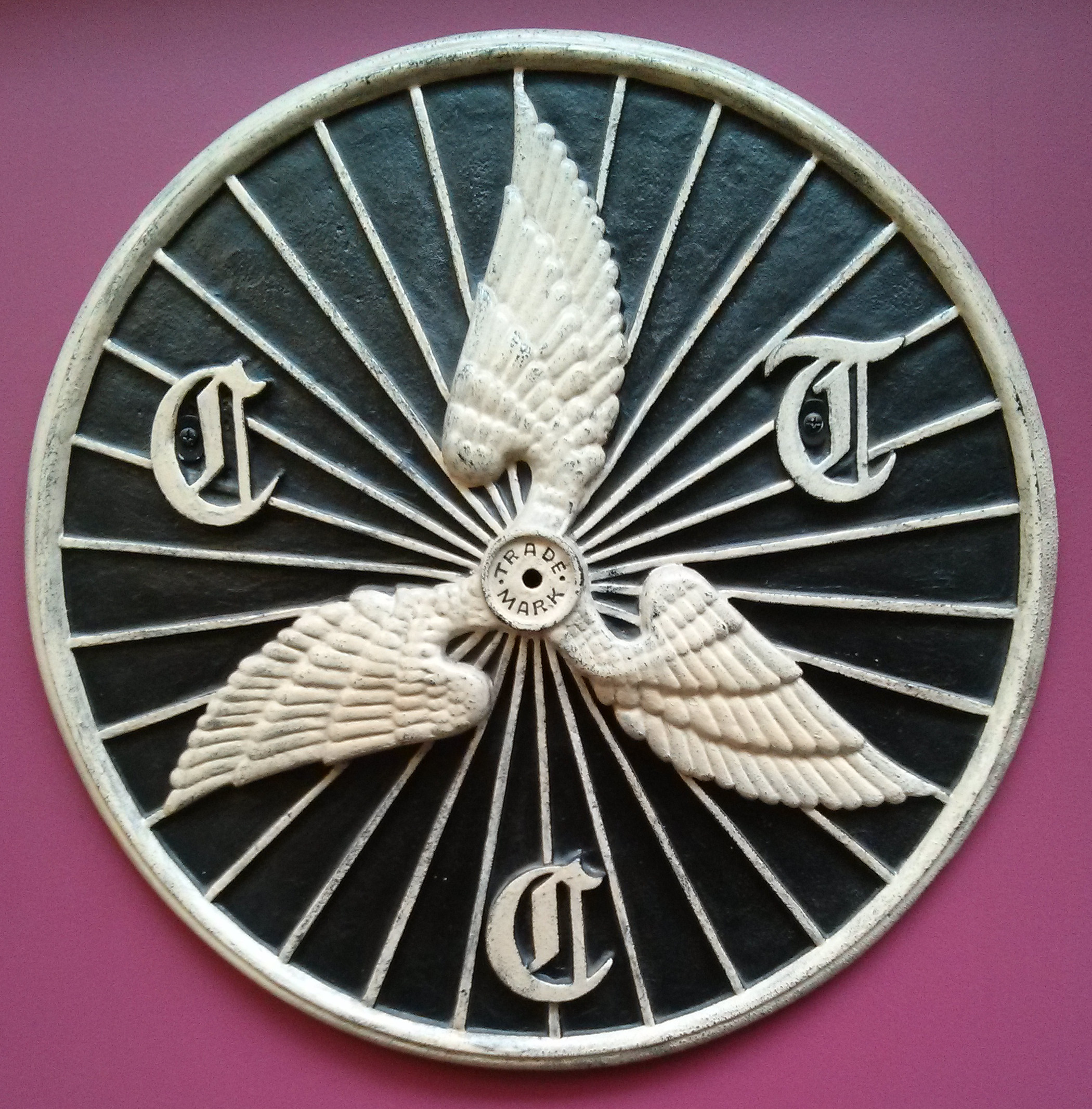
Stary znak CTC na wystawie w Muzeum Narodowym Szkocji

Kluby kolarskie rozkwitły w XIX wieku, w czasach gdy na rynku nie było samochodów prywatnych, a głównym środkiem transportu były pojazdy konne, takie jak bryczka. Do najstarszych klubów należą Bicycle Touring Club, później Cyclists' Touring Club oraz Cycling UK, założony w 1878 roku. Najstarszy kobiecy klub kolarski Atalanta Cycling Club, powstał 18 sierpnia 1892 roku.
W krajach niemieckich (od 1871 r. zjednoczonych jako Cesarstwo Niemieckie) pierwsze kluby rowerzystów powstały w 1869 r. – wpierw w Altonie, następnie w Monachium, Magdeburgu i Berlinie. 12 lat później w całej II Rzeszy istniało już 26 różnej wielkości klubów i towarzystw grupujących miłośników jazdy „na dwóch kółkach” i była to rozrywka typowo męska. Zmianę przyniósł dopiero początek lat 90. XIX w., kiedy w Berlinie po raz pierwszy oficjalnie członkiniami klubów rowerowych zostały kobiety.
W 1886 r. powstało Warszawskie Towarzystwo Cyklistów, które w ciągu roku rozrosło się do 50 członków. Pierwszą wycieczkę na jednośladach zorganizowano 18 lipca 1886 r. do Płocka. Członkami byli m.in.: Bolesław Prus, Henryk Sienkiewicz, Wacław Gąsiorowski, Zygmunt Chełmicki, Władysław Jabłonowski.
W 1885 r. założono Gdański Klub Rowerzystów (Danziger Radfahrer-Club). Za najstarszą organizację rowerową na ziemiach polskich uważa się Warszawskie Towarzystwo Cyklistów, jeśli jednak za miarę przyjąć ziemie leżące w granicach Polski po II wojnie światowej, to za najstarsze należałoby uznać towarzystwo założone we Wrocławiu, a drugie w Gdańsku, a dopiero jako trzecie w stolicy Polski.

Pierwszy klub kolarski we Lwowie został założony w 1886 roku i nosił nazwę Lwowski Klub Cyklistów. Z księgi pamiątkowej Towarzystwa sportowego „Sokół” w 1892 roku wynika, że Lwowskie towarzystwo cyklistów liczyło w tym roku 236 członków.

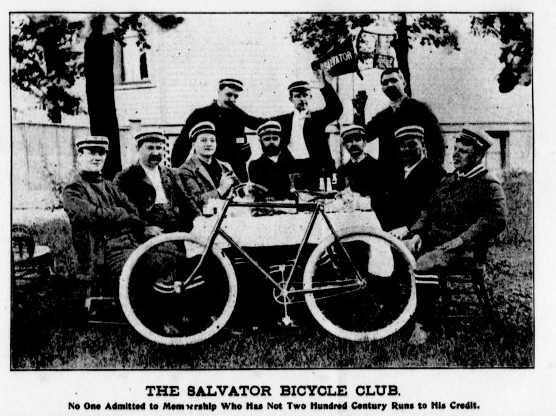
Klub rowerowy Salvator z Chicago w Stanach Zjednoczonych, 1897

W grudniu 1950 roku w wyniku połączenia Polskiego Towarzystwa Tatrzańskiego i Polskiego Towarzystwa Krajoznawczego powstało Polskie Towarzystwo Turystyczno-Krajoznawcze (PTTK), któremu przydzielono zadanie kierowania całym ruchem turystyczno-krajoznawczym w Polsce w tym popularyzowanie aktywności rekreacyjnej odnoszącej się do różnych dyscyplin sportowych; 23 kwietnia 1952 r. PTTK powołało w swych strukturach Komisję Turystyki Kolarskiej – zespół działaczy kolarskich, w większym stopniu wywodzących się ze środowiska sportowego, który rozpoczął przygotowywać kadrę do organizowania turystyki kolarskiej, opracowywać regulaminy odznak i funkcji.
Innym podmiotem wspierającym ruch turystyczny był Związek Socjalistycznej Młodzieży Polskiej, gdzie w oddziałach organizacji działały kluby turystyczne, w tym kluby turystyki rowerowej.